# Burnsville (Mississippi)
Burnsville è una città (town) degli Stati Uniti d'America, situata nella contea di Tishomingo, nello Stato del Mississippi.